# Aranjani
Aranjani – Leśna, wedyjska bogini lasów i dzikich zwierząt. Według Wed pełna jest jadła i pachnąca balsamem.  Nigdy nie krzywdzi człowieka, chyba że ten za blisko się zbliży.